# Andrew Barnard

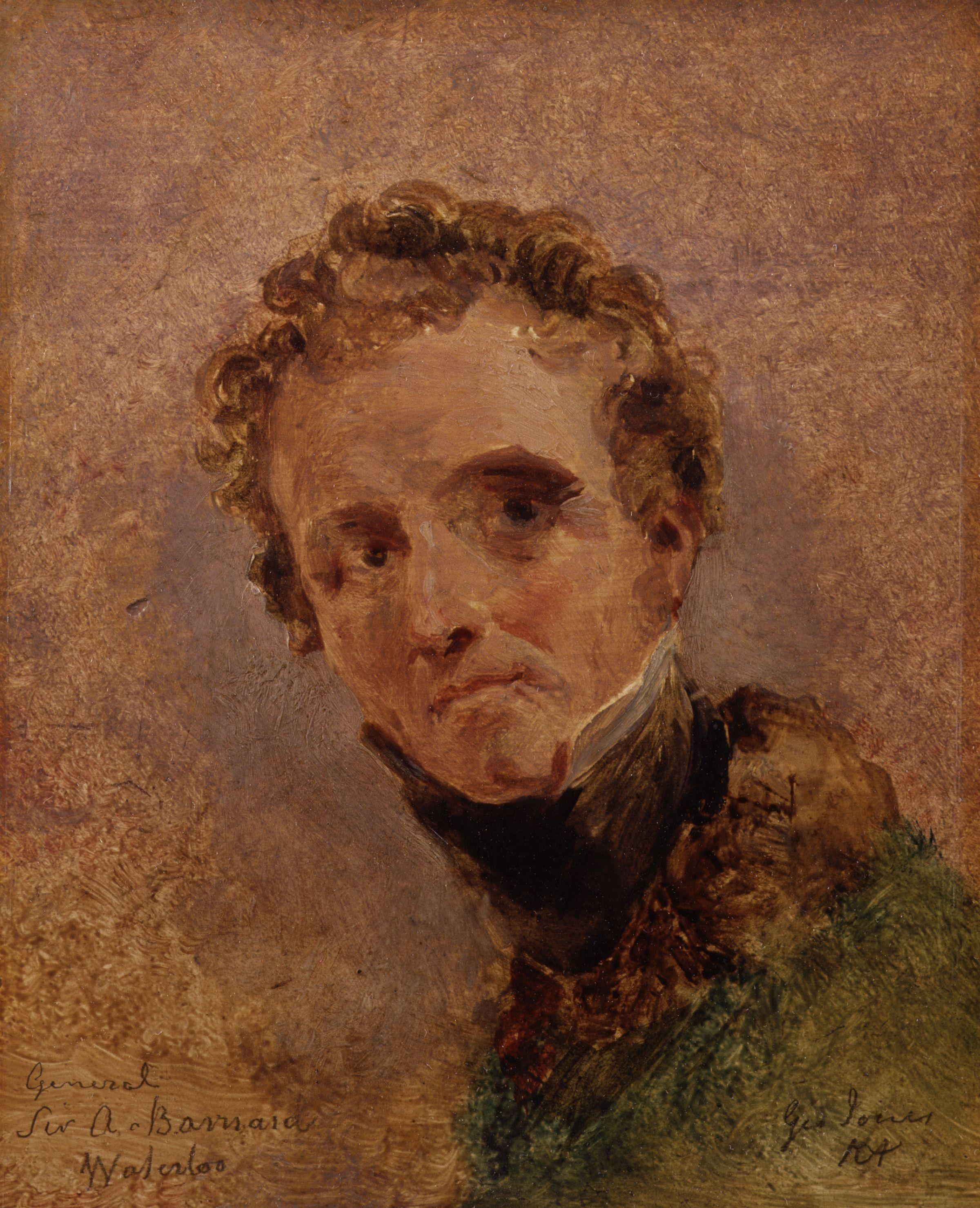
Andrew Barnard pintado por George Jones

Andrew Francis Barnard, GCB, GCH (Fahan, Condado de Donegal, 1773 – Chelsea, 17 de Janeiro de 1855) foi um militar irlandês do exército britânico. Desempenhou várias funções nas Índias Ocidentais, sob o comando de Sir Ralph Abercromby; no Cabo da Boa Esperança; no Canadá; nos Países Baixos; na Sicília; em Espanha; e durante as Guerras Napoleónicas, de onde se destaca a sua presença na Batalha de Waterloo pela qual foi condecorado, e na Batalha de Barrosa, onde foi ferido por duas vezes. Depois de se reformar do serviço militar, desempenhou diversos cargos civis, e, quatro anos antes da sua morte, foi promovido a general.